# Falklandstrom
Der Falklandstrom ist eine nach Norden gerichtete kühle Meeresströmung im Südatlantik vor der Südostküste Südamerikas und ist ein Abzweiger des Antarktischen Zirkumpolarstromes.
Er ist die Fortsetzung des Kap-Hoorn-Stromes und fließt von den Falklandinseln bis kurz vor die Mündung des Río de la Plata. Hier am 40. südlichen Breitengrad trifft er auf den von Norden kommenden warmen Brasilstrom, vermischt sich mit diesem und wird nach Osten abgelenkt.